# Märchenperlen
Märchenperlen war der Titel einer Märchenfilmreihe des ZDFs und gleichzeitig der Name einer DVD-Serie, in der alle ZDF-Märchenfilme enthalten sind, die vom Sender zwischen 2005 und 2024 produziert wurden.

## Hintergrund

### Produktion
Märchenperlen wurden als Auftrags- und Coproduktionen des ZDF in Zusammenarbeit mit verschiedenen Produktionsfirmen realisiert. Die meisten Filme, wie z. B. Das kalte Herz oder Die sechs Schwäne, wurden in Deutschland produziert. Mehrere Filme, wie z. B. Aschenputtel oder Die Schöne und das Biest, sind deutsch-österreichische Co-Produktionen. 2014 gab es mit Die Schneekönigin eine deutsch-finnische Co-Produktion mit Dreharbeiten in beiden Ländern. Im April 2017 fanden Dreharbeiten für die Verfilmung Rübezahls Schatz in Tschechien statt. Der Märchenfilm Schneewittchen und der Zauber der Zwerge wurde ebenfalls bis auf eine Szene in Tschechien gedreht, Die Hexenprinzessin komplett.

### Ausstrahlung
Zwischen 2005 und 2024 wurden jährlich, bis auf das Jahr 2016, Märchenneuverfilmungen gesendet.
Die Erstausstrahlung erfolgte in der Regel im Weihnachtsprogramm des ZDF. Vereinzelt gibt es Wiederholungen im Kinderprogramm ZDFtivi, meistens an Feiertagen wie Weihnachten, Ostern oder Pfingsten. In unregelmäßigen Abständen folgen auf KiKA Wiederholungen im Sonntagsmärchen, das sonntags um 12 Uhr beginnt. Die ZDF-Märchen werden auch auf 3sat und ZDFneo gesendet.

### Vorlagen und Sendungsphilosophie
Über die Jahre hinweg entstanden die meisten Filme nach Märchen, bzw. Motiven von Märchen der Brüder Grimm. Inzwischen siebenmal, 2008, 2012, zweimal 2014, zweimal 2017 und 2020 wurden Märchen verfilmt, die auf Märchen von anderen Sammlern und Autoren, wie z. B. Hans Christian Andersen oder Wilhelm Hauff basieren.
Die Filme orientieren sich an den klassischen Märchen-Überlieferungen, wurden aber in Erzählweise und Inhalt modernisiert. Dies trifft insbesondere beim Märchenfilm Rotkäppchen zu. Aussagen und Symboliken der Urfassung wurden neu interpretiert oder ergänzt, um dem Empfinden der Gegenwart Rechnung zu tragen.
Die für die Märchenverfilmungen verantwortliche Redaktionsleiterin im ZDF, Irene Wellershoff, schreibt zur Drehbuchentwicklung: „An jeder Märchenverfilmung des ZDF wird über mehrere Jahre gearbeitet. […] Märchen sind bei genauerem Hinsehen kryptische Texte, voller Sprünge und Widersprüche, ihr Gehalt ist vielfältig ausdeutbar. Gerade darin liegen die Herausforderungen, denn die Urthemen der Märchen lassen sich von jeder Generation neu interpretieren.“

## Märchenfilmproduktionen des ZDF von 2005 bis 2024
| Nr. | Titel                                         | Regie                | Erstausstrahlung  | Vorlage                                                  |
| --- | --------------------------------------------- | -------------------- | ----------------- | -------------------------------------------------------- |
| 1   | Rotkäppchen                                   | Klaus Gietinger      | 24. Dezember 2005 | Rotkäppchen (Brüder Grimm)                               |
| 2   | Hänsel und Gretel                             | Anne Wild            | 28. Mai 2006      | Hänsel und Gretel (Brüder Grimm)                         |
| 3   | Rumpelstilzchen                               | Andi Niessner        | 24. Dezember 2007 | Rumpelstilzchen (Brüder Grimm)                           |
| 4   | Dornröschen                                   | Arend Agthe          | 26. Dezember 2008 | Dornröschen (Brüder Grimm)                               |
| 5   | Der Teufel mit den drei goldenen Haaren       | Hans-Günther Bücking | 27. Dezember 2009 | Der Teufel mit den drei goldenen Haaren (Brüder Grimm)   |
| 6   | Aschenputtel                                  | Susanne Zanke        | 24. Dezember 2010 | Aschenputtel (Brüder Grimm)                              |
| 7   | Der Eisenhans                                 | Manuel Siebenmann    | 24. Dezember 2011 | Der Eisenhans (Brüder Grimm)                             |
| 8   | Die Schöne und das Biest                      | Marc-Andreas Bochert | 20. Dezember 2012 | Die Schöne und das Biest (französisches Volksmärchen)    |
| 9   | Die sechs Schwäne                             | Karola Hattop        | 26. Dezember 2012 | Die sechs Schwäne (Brüder Grimm)                         |
| 10  | Die goldene Gans                              | Carsten Fiebeler     | 19. Dezember 2013 | Die goldene Gans (Brüder Grimm)                          |
| 11  | Das kalte Herz                                | Marc-Andreas Bochert | 20. Dezember 2014 | Das kalte Herz (Wilhelm Hauff)                           |
| 12  | Die Schneekönigin                             | Karola Hattop        | 26. Dezember 2014 | Die Schneekönigin (Hans Christian Andersen)              |
| 13  | Die weiße Schlange                            | Stefan Bühling       | 19. Dezember 2015 | Die weiße Schlange (Brüder Grimm)                        |
| 14  | Rübezahls Schatz                              | Stefan Bühling       | 24. Dezember 2017 | Rübezahl (verschiedene Volkssagen)                       |
| 15  | Der Zauberlehrling                            | Frank Stoye          | 24. Dezember 2017 | Der Zauberlehrling (Johann Wolfgang von Goethe)          |
| 16  | Der süße Brei                                 | Frank Stoye          | 24. Dezember 2018 | Der süße Brei (Brüder Grimm)                             |
| 17  | Schneewittchen und der Zauber der Zwerge      | Ngo The Chau         | 24. Dezember 2019 | Schneewittchen (Brüder Grimm)                            |
| 18  | Die Hexenprinzessin                           | Ngo The Chau         | 12. Dezember 2020 | Zottelhaube (norwegisches Volksmärchen)                  |
| 19  | Zwerg Nase                                    | Ngo The Chau         | 24. Dezember 2021 | Der Zwerg Nase (Wilhelm Hauff)                           |
| 20  | Das Märchen vom Frosch und der goldenen Kugel | Ngo The Chau         | 24. Dezember 2022 | Der Froschkönig oder der eiserne Heinrich (Brüder Grimm) |
| 21  | Rapunzel und die Rückkehr der Falken          | Christoph Heimer     | 24. Dezember 2023 | Rapunzel (Brüder Grimm)                                  |
| 22  | Dornröschen und der Fluch der siebten Fee     | Ngo The Chau         | 24. Dezember 2024 | Dornröschen (Charles Perrault)                           |

## Untypische Filme der Reihe

### Übersicht
Dazu zählen Verfilmungen von
- Zwerg Nase (2008) (nachträglich einsortiert)
- Der süße Brei
- Der Zauberlehrling (Verfilmung einer Ballade)
- Die zwölf Monate (Fremdproduktion, eingekaufter Film)
- Die Teufelsfeder (vom ZDF synchronisierte Fantasykomödie)

### Märchenperlen als DVD-Reihe
In die DVD-Reihe Reihe Märchenperlen, die es seit 2010 gibt, wurde eine Märchenneuverfilmung des BR aufgenommen. Es ist das Wilhelm-Hauff-Märchen Der Zwerg Nase, das im Jahr 2008 im Auftrag des Bayerischen Rundfunks als Realfilm unter der Regie von Felicitas Darschin adaptiert wurde. Die Erstausstrahlung des Films fand im selben Jahr, am 21. September, im KiKA statt. Das Märchen wurde nicht im ZDF ausgestrahlt. 2021 veröffentlichte das ZDF eine eigene Verfilmung des Märchens Der Zwerg Nase.
Die Filme Der Zauberlehrling, basierend auf der gleichnamigen Ballade und Der süße Brei, basierend auf dem gleichnamigen Märchen sind Co-Produktionen des ZDF mit dem MDR. Beide Filme sind in der DVD-Reihe Märchenperlen erschienen und wurden im ZDF-Programm ausgestrahlt.

### Märchenperlen als Sendung im ZDF
Seit 2016 nutzte das ZDF das Label "Märchenperlen" auch bei der Ausstrahlung reiner Kaufproduktionen, wie 2016 bei dem Märchenfilm Die zwölf Monate und 2020 bei Die Teufelsfeder, die keine ZDF-Produktionen sind, sondern vom ZDF synchronisierte deutsche Fassungen von tschechischen Märchenfilmen.